# 土井淳
土井 淳（どい きよし、1933年6月10日 - ）は、岡山県岡山市出身の元プロ野球選手（捕手）・コーチ・監督、解説者。

## 経歴
1949年4月に岡山東商業高校へ入学するが、同年8月31日に岡山産業高校と合併して岡山東高校となり、同学年の秋山登と出会う。それまで遊撃手であったが、2年次の1950年から捕手に転向。その頃から、明治大学を経て、プロの大洋ホエールズ時代まで約18年間に渡って秋山とバッテリーを組み続けた。転向して1年が経過した3年次の1951年、夏の甲子園に出場。1回戦で中西太率いる高松一高と対戦したが、その中西にランニング本塁打を打たれるなど3-12で敗退。
高校卒業後の1952年には住友金属から内定をもらっていたが、「東京六大学に是非行け」という周囲の勧めで、推薦で早稲田大学を受験することになった。後に大洋球団で社長を務める森茂雄監督からも了解を貰ったが、進学適性検査を受けていなかったため受験することが出来ず、検査の必要がない明治大学商学部商学科に入学。2年先輩には同郷の岡田悦哉がおり、上京して右も左も分からず、秋山と2人で喋るしかなかった土井が岡山弁で話していたところ、周囲には喧嘩していると思われたため、岡田に「岡山弁で話すな」と注意された。土井は「お前、本当の中華料理、食ったことないだろう」と銀座の高級店に連れて行かれたこともあったが、小遣いが殆ど無かった岡田は中華まんしか注文しなかった。土井は後に「おかげで、私は中華料理といったら、中華まんしか知りませんでした。でも、小遣いもほとんどなかったでしょうにね」と振り返っている。東京六大学野球リーグでは2年次の1953年秋季、3年次の1954年春季、4年次の1955年秋季と3度の優勝を経験し、3年秋・4年春に連続してベストナイン（捕手）を獲得。4年次の12月にはマニラで開かれたアジア大会に出場し、見事に6勝1分で優勝する。この時のチームは、同じ明大の秋山・近藤和彦、立教の長嶋茂雄ら、そうそうたるメンバーが揃い、16人中14人がプロに進んでいる。また、島岡吉郎監督に「土井と高田繁と星野仙一だけは殴っていない」と言わしめた島岡門下の優等生であった。
大学卒業後の1956年に大洋ホエールズへ入団。プロ入り時には後に大洋を指揮する西鉄の三原脩監督が「土井をどうしても獲ってくれ」と言っていたが、土井は秋山と「せっかくここまで縁があってきたのだから、プロもバッテリーで挑戦しよう」と決めていた。明大3年時には巨人との約束ができていたが、秋山の腰の状態を気にして白紙に戻される。その空白を突いて大洋が秋山、土井を含む5人を明大から獲得。1年目から正捕手として活躍し、オールスターゲームにも1962年まで7年連続出場。1958年10月3日にフロントの平山菊二から「西鉄の三原監督に会って欲しい」といわれ、土井は日本シリーズ対策のために巨人のデータを聞き出そうとしているのではと思っていたが、神楽坂の料亭で待っていた三原は「僕は大洋の森茂雄代表から監督就任の要請を受けたんだ。それで僕はその要請を受けようと思っている。ついては土井君に大洋のチーム事情や、選手一人ひとりの特徴などを教えてもらいたいんだ」と言った。2日前に奇跡の大逆転で西鉄をV3に導いたばかりの三原が大洋監督に就任するという事態に土井は驚きながらもベテランが多いチーム編成や、勝利への執着のない選手の意識などを三原に語った。このとき土井はまだ25歳という若さであったにもかかわらず三原は熱心に耳を傾けていたという。マスコミが三原大洋監督をすっぱ抜いたため実際に三原が監督に就任するのは1年後となったが、1960年には三原から選手兼任コーチに指名された。好リードで投手陣を引っ張ってチーム防御率は12球団1位の2.32を記録し、正捕手として球団史上初のリーグ優勝・日本一に貢献。優勝を目前した9月26日から行われた2位巨人との3連戦初戦（川崎）では1対1で迎えた8回裏に1死3塁で打席に入ると、自らスクイズのサインを出して決勝点を上げるなど三原から絶大な信頼を得た。
三原曰く「秋山以外は相手を抑える凄みのある投手はいなかったが、小粒なりに整備されていた」投手陣のエッセンスをグラウンドに撒き散らさせ、相手の欠点を頭に叩き込んでいたことにより、大洋投手陣の癖と、相手打者との対戦成績を把握して弱点を攻め抜いた。三原とはよく話し合い、三原から伝えられた三段階の予測を覚え、様々な局面でも慌てず、騒がず、冷静に処理。三原の指示が土井の頭脳の中に移植してあったほどであり、三原と土井だけのサインもあり、味方に知られたくない情報を二人だけで交わしていた。
ユニフォームのWの頭文字に彼の右手が触れた時は「そろそろ球威減退気味」というシグナルになり、帽子の頭頂部に触れると「コントロール悪い」という調子であり、三原は土井のシグナルと自身の目と重複させて、審判の下へ投手交代を告げに行った。
大毎オリオンズとの日本シリーズでは、10月11日の第1戦（川崎）で先発投手の鈴木隆が初回から四球とヒットで無死一・二塁のピンチを招き、3番・榎本喜八を三振に打ち取って一死一・二塁となったところで、エース・秋山に投手交代。マウンドに登った秋山の投球練習中に、二塁走者の柳田利夫が三塁コーチャーズボックスにいる西本幸雄監督のところに行った。これにピンと来た土井は秋山に「いつもお前は1回しかランナーを見ないが、今度は2回やってみろ」と言い、4番・山内和弘が打席に入ると、秋山は言われたとおりに投球前に一度二塁を見た後にもう一度二塁を見た。すると柳田が盗塁を敢行しており、柳田は二・三塁間でアウトになって大洋はピンチを切り抜けた。このプレーでシリーズの流れを掴んだ大洋は4連勝で日本一に輝くことになるが、10月15日の第4戦（後楽園）で最後の打者が三振した際、土井は嬉しくてウイニングボールをスタンドへ放り投げ、そのまま行方不明にしてしまっている。8月11日の大阪戦（川崎）で島田源太郎が完全試合を達成した際もウイニングボールを同様に行方不明にしてしまっている。打率.212ながら同年にはベストナイン（捕手）も受賞。打撃は非力で生涯打率.215に過ぎないが、強肩とインサイドワークなど守備力が高く評価され、三原からは「グラウンドの指揮官」と呼ばれた。1962年には島野雅亘に定位置を奪われるが、1963年には再び奪い返す。しかし1964年からは伊藤勲に定位置を奪われる。1968年には4月6日の巨人との開幕戦（後楽園）で、5回の無死満塁で打席に入ると金田正一の真ん中高めのストレートを弾き返し、史上初の開幕戦グランドスラムを達成したが、同年の本塁打はその一本に留まり、現役を引退。
引退後は大洋の一軍バッテリーコーチ（1969年 - 1973年）を務めて福嶋久晃を育てると、別当薫監督の下では3年連続Aクラス入りに貢献。広島遠征の際には先輩の岡田が食事をご馳走していたが、決まって、翌日は大洋が負けていた。
退団後は「グラウンドの外から野球を見たい」ということでフジテレビ・ニッポン放送解説者（1974年 - 1977年）を務めるが、この退団が当時の中部謙吉オーナーの逆鱗に触れ、1974年オフに盟友の秋山が大洋の監督に就任した際も「土井は大洋を辞めた人間だから」という理由で復帰を認められず、コーチとして秋山を支えることは叶わなかった。また結果的に中部の存命中や秋山の在籍中に土井の大洋復帰が許されることはなかった。
中部の死後、1978年にヘッドコーチとして大洋に復帰。2度目の指揮を執る別当を支え、1979年には8年ぶりのAクラス入りに貢献。1980年からは別当のフロント入りを受けて監督に昇格し、秋山以来の生え抜き指揮官として20年ぶりの優勝が期待された。同年にアリゾナ州メサで行われた球団史上初の海外キャンプには親会社の大洋漁業から300帖の海苔が「昼食用のおにぎりに使いたい」という差し入れられ、梅干約36kg分を2つの樽に詰め込んで持ち込むなど初の体験に球団は力を入れたが、現地が100年に1度という異常気象で大雨が続いてまともにキャンプが送れなかった。米、味噌、醤油は現地で調達の目処が立って手配し、沢庵漬けとカップそば・うどんも注文。日本で買うより値段は高かったため、これ以上荷物を増やすと荷物運賃がかさみ、荷物代だけで300万円超と予算オーバーで牛込惟浩広報担当は悲鳴を上げた。一方の選手も何を持参すればいいのか分からず、野球用具以外の荷造りは妻任せであった。エースの平松政次の妻は栄養剤を買いためたほか、朝晩は冷えるため厚手のパジャマも用意。独身選手は呑気なものでヤクルトの選手からの情報で「娯楽用品は必須」と聞き、カラオケセット、麻雀卓などを球団に申請。卓は球団事務所にもあったことで用意できたが、カラオケセットは重くて持ち運びも大変であったため、運賃は既に予算オーバーで泣く泣く断念し、若手選手は自由時間をどう過ごすかで苦労した。2月9日にメサ入りした大洋ナインは、真冬の日本から真夏のアリゾナに来たことで張り切ってキャンプインのはずが、順調だったのは最初の3日間だけであった。メーングランドが使用できず、投手陣もぬかるんだマウンドでは投げ込みもままならなかった。野手の打ち込みも例年の半分以下で、ベテランの中塚政幸は焦った。「メサにいけばいくらでも投げ込み、打ち込みができる」と、国内では基礎体力作り中心のメニューであったため、実戦的な練習ができないことに土井は頭を抱えた。雨天の中で紅白戦を強行したものの、3回で中止せざるを得ず、腹も減らないナインの前でおにぎり用の海苔だけがうずたかく積まれていた。順調にキャンプをこなしてきたヤクルトとのオープン戦が同20日に行われたが、チームは練習不足を露呈。満足な調整ができなかった投手陣は20失点、打線も二戦級の投手に4点に抑えられた。川崎から横浜へ移転して3年目で4位→2位とランクアップし、切り札の土井で20年ぶりの優勝を思い描いた予想図は出ばなから完全に挫かれた。チームは開幕直後に巨人、広島相手に3連勝。開幕から5割前後の成績を残すと、6月7日から4連勝、連敗を挟んで6連勝で首位の広島に3.5ゲーム差と肉薄したが、同24日のヤクルト戦（平和台）に完封負けしてから、1分を挟んで12連敗を喫して一気に転落。オールスター前の最後の試合となった7月17日の阪神戦（横浜）に斉藤明夫が5安打完投の6-2で25日ぶりの白星を挙げたが、この時点で優勝争いからは脱落。連敗脱出後は前年同様巨人や阪神との3位争いに終始したが、59勝62敗9分と1977年以来のシーズン負け越しで4位に終わる。投手陣は野村収・平松・斉藤が2桁勝利を挙げたが、打線の援護で勝つ試合が多く防御率はやや高めで、チーム防御率はリーグ5位の4.18に終わった。打撃陣では4番の田代富雄が36本塁打を放ったほか、3番に入った基満男がチームトップでリーグ4位の.314を記録。チーム本塁打は3位とまずまずであったが、三振や併殺も多くチーム打率は前年の.266から.259へ若干低下。大ベテランの松原誠は2000本安打を達成したが、オフに古賀正明とのトレードで巨人へ移籍し、記者会見で「大洋で終えたかった」と悔し泣きした。2年目の1981年も同様にメサでキャンプを施行したが、今度は野球用具約64万円分が盗難に遭ってしまう。ペナントレースでも開幕から低迷し、チームは5月下旬に最下位に転落。6月に入り、山下大輔が74打数32安打、月間打率.432と打ちまくり月間MVPを受賞。チームも12勝5敗と大きく勝ち越したが、7月に入ると中旬に7連敗、8月にも8連敗を喫し最下位が決定的となった。9月にも9連敗を喫したところで同24日をもって休養となり、残りの試合は山根俊英が監督代行を務めた。土井は事実上の解任で休養し、球団は浪人中の長嶋茂雄に就任を要請。「時期尚早」という長嶋に「いつでも監督の座を明け渡す」と、異例の新監督就任挨拶をしたのは、長嶋が巨人監督時代にヘッドコーチを務めた関根潤三であった。5位の中日に15ゲーム以上も離された最下位に終わり、同年退任。
退任後は再びフジテレビ・ニッポン放送解説者（1982年 - 1984年）を務め、1985年には吉田義男監督の招聘で、阪神タイガース一軍ヘッド兼バッテリーコーチに就任。吉田と土井は、関西テレビ、フジテレビ解説者として、現場で並んで出演することもあった。吉田は監督1期目の際にも土井にコーチとして声を掛けたが、当時の土井は「わたしはまだ“大洋色”が強かったから動けないな」と思って断った。吉田は「解説者として3年間接したが、非常に繊細だった」と再び外様の土井にこだわり、1984年10月29日午後6時に吉田は宿泊先であった東京・渋谷の「サンルートホテル」で直接会ってヘッドコーチを要請。吉田からヘッドコーチの要請を受けた土井は、即答は避けたが「チームを土台から作り直したいという言葉にひかれた」と内諾。吉田は交渉の場で「守りの野球」を訴えたが、土井が吉田と自身が持つ守備論の共通点を話し始めた時には、日が暮れだすほどであった。土井と吉田は守備位置こそ違ったが、簡略プレーの考え方が同じであった。
就任後は大阪のバーに入って、それまで店に流れていた歌謡曲が六甲おろしに変わって驚き、尼崎ではすれ違った人には『土井さん、頼みまっせ!』と声をかけられた。吉田からは特に捕手を育ててほしいと要望され、笠間雄二・山川猛との併用が続いていた3年目の木戸克彦を正捕手に育て上げ、21年ぶりのリーグ優勝と初の日本一に貢献。土井は木戸を若手ながら投手に対する気遣いも含めて、リード力があると思って見ていた。
1987年には仲田幸司の指導をめぐって対立した新山隆史コーチと野村コーチの仲裁役となり、コーチとしてのキャリア15年の新山の顔を潰さぬように、新任の野村に我慢してもらった形を取った。仲田は自己最多の8勝をマークしたものの、負け数も11を数え、防御率も3.98と今ひとつ脱皮できずに終わった。同年退任。
阪神退団後は1988年から大洋のスカウトとなり、1992年途中から1994年までフジテレビ・ニッポン放送解説者に復帰。ラジオ番組「土井淳の元気UP!朝一番!」のパーソナリティを1992年から2006年9月まで務め、2001年からはテレビ神奈川解説者となり、秋山の死後、横浜DeNAベイスターズ球団OB会の会長を務めた。
1980年頃、同じ「土井」繋がりで土井正三とともにカメラ量販チェーン「カメラのドイ」のCMに出演したこともある。
2017年11月23日に横浜スタジアム改修記念として行われた『ハマスタレジェンドマッチ』で「TEAM YOKOHAMA」の捕手としてスタメン出場。久々に公の場に姿を見せ、2019年より、日本野球連盟に新規加盟したJPアセット証券の技術顧問に就任。2024年をもって同部は休部。
2025年5月10日、東京六大学野球春季リーグ明大対立大（神宮）に東京6大学野球連盟創設100年を記念したレジェンド始球式に登板して後輩たちを激励した。

## 選手としての特徴
- 打撃は非力ながら、名捕手として鳴らした土井を支えたのは「ダンス式リード」と呼ばれる配球術であった。「スロー、スロー、クイック」はワルツのリズムで変化球、変化球、ストレート。「スロー、スロー、クイック、クイック」はブルースのリズムで変化球、変化球、ストレート、ストレートという具合であった。
- 配球術以外では「棒立ちタッチ法」も多用。バックホームの送球が目の前に迫ってくるまで知らぬ顔して棒立ちになり、ランナーがスピードを緩めると、いきなり捕球体制をとり、タッチアウトにした。
- その他では、マウンドに顔を向けたまま、矢のような送球で一塁ランナーを刺すというのも得意とした。

## 詳細情報

### 年度別打撃成績
| 年 度      | 球 団      | 試 合 | 打 席 | 打 数 | 得 点 | 安 打 | 二 塁 打 | 三 塁 打 | 本 塁 打 | 塁 打 | 打 点 | 盗 塁 | 盗 塁 死 | 犠 打 | 犠 飛 | 四 球 | 敬 遠 | 死 球 | 三 振 | 併 殺 打 | 打 率 | 出 塁 率 | 長 打 率 | O P S |
| ---------- | ---------- | ----- | ----- | ----- | ----- | ----- | -------- | -------- | -------- | ----- | ----- | ----- | -------- | ----- | ----- | ----- | ----- | ----- | ----- | -------- | ----- | -------- | -------- | ----- |
| 1956       | 大洋       | 85    | 261   | 232   | 11    | 44    | 10       | 1        | 2        | 62    | 13    | 2     | 2        | 7     | 1     | 19    | 0     | 2     | 33    | 7        | .190  | .257     | .267     | .524  |
| 1957       | 大洋       | 111   | 297   | 262   | 22    | 65    | 12       | 1        | 4        | 91    | 25    | 5     | 2        | 2     | 1     | 29    | 0     | 3     | 45    | 8        | .248  | .330     | .347     | .677  |
| 1958       | 大洋       | 108   | 417   | 360   | 34    | 87    | 12       | 1        | 7        | 122   | 38    | 6     | 7        | 13    | 2     | 38    | 0     | 4     | 51    | 10       | .242  | .321     | .339     | .660  |
| 1959       | 大洋       | 102   | 344   | 305   | 23    | 58    | 5        | 3        | 2        | 75    | 18    | 4     | 4        | 9     | 1     | 26    | 0     | 3     | 55    | 10       | .190  | .260     | .246     | .506  |
| 1960       | 大洋       | 117   | 318   | 269   | 13    | 57    | 10       | 0        | 2        | 73    | 22    | 4     | 6        | 16    | 0     | 32    | 2     | 1     | 46    | 2        | .212  | .298     | .271     | .569  |
| 1961       | 大洋       | 115   | 227   | 204   | 6     | 40    | 6        | 0        | 0        | 46    | 12    | 3     | 3        | 9     | 1     | 11    | 1     | 2     | 26    | 2        | .196  | .244     | .225     | .470  |
| 1962       | 大洋       | 99    | 159   | 141   | 6     | 28    | 4        | 1        | 0        | 34    | 9     | 2     | 1        | 6     | 0     | 12    | 0     | 0     | 23    | 3        | .199  | .261     | .241     | .503  |
| 1963       | 大洋       | 118   | 280   | 244   | 21    | 59    | 5        | 0        | 1        | 67    | 11    | 0     | 3        | 10    | 2     | 22    | 1     | 2     | 30    | 5        | .242  | .310     | .275     | .584  |
| 1964       | 大洋       | 60    | 69    | 60    | 3     | 12    | 2        | 0        | 2        | 20    | 5     | 0     | 0        | 3     | 1     | 4     | 0     | 1     | 6     | 0        | .200  | .262     | .333     | .595  |
| 1965       | 大洋       | 72    | 72    | 64    | 5     | 9     | 2        | 0        | 0        | 11    | 2     | 1     | 0        | 3     | 0     | 4     | 0     | 1     | 14    | 3        | .141  | .203     | .172     | .375  |
| 1966       | 大洋       | 61    | 100   | 95    | 7     | 18    | 3        | 0        | 0        | 21    | 4     | 0     | 1        | 1     | 0     | 4     | 1     | 0     | 13    | 1        | .189  | .222     | .221     | .443  |
| 1967       | 大洋       | 71    | 123   | 105   | 4     | 26    | 3        | 0        | 2        | 35    | 9     | 0     | 2        | 10    | 0     | 8     | 1     | 0     | 18    | 2        | .248  | .301     | .333     | .634  |
| 1968       | 大洋       | 19    | 28    | 23    | 2     | 5     | 0        | 0        | 1        | 8     | 8     | 0     | 0        | 3     | 0     | 2     | 1     | 0     | 7     | 1        | .217  | .280     | .348     | .628  |
| 通算：13年 | 通算：13年 | 1138  | 2695  | 2364  | 157   | 508   | 74       | 7        | 23       | 665   | 176   | 27    | 31       | 92    | 9     | 211   | 7     | 19    | 367   | 54       | .215  | .285     | .281     | .566  |

### 年度別監督成績
| 年度 | チーム | 背番号 | 順位 | 試合 | 勝利 | 敗戦 | 引分 | 勝率 | ゲーム差 | チーム 本塁打 | チーム 打率 | チーム 防御率 | 年齢 |
| ---- | ------ | ------ | ---- | ---- | ---- | ---- | ---- | ---- | -------- | ------------- | ----------- | ------------- | ---- |
| 1980 | 大洋   | 80     | 4位  | 130  | 59   | 62   | 9    | .488 | 16.0     | 135           | .259        | 4.18          | 47歳 |
| 1981 | 大洋   | 81     | 6位  | 130  | 42   | 80   | 8    | .344 | 31.5     | 105           | .252        | 4.41          | 48歳 |

監督通算成績 246試合97勝133敗16分.422
- 1981年は、開幕から休養前の9月24日までの116試合(38勝71敗7分)。監督代行は山根俊英。

### 表彰
- ベストナイン：1回 （捕手部門：1960年）

### 記録
初記録
- 初出場：1956年3月21日、対中日ドラゴンズ2回戦（中日球場）
- 初安打：同上、大矢根博臣から

節目の記録
- 1000試合出場：1966年5月18日 ※史上106人目

その他の記録
- オールスターゲーム出場：7回 （1956年 - 1962年）

### 背番号
- 25 （1956年）
- 39 （1957年 - 1972年）
- 63 （1973年）
- 93 （1978年 - 1979年）
- 80 （1980年）
- 81 （1981年）
- 82 （1985年 - 1987年）

## 関連情報

### 出演番組
- BASEBALL SPECIAL〜野球道〜 - かつて出演していたフジテレビプロ野球中継の現行タイトル。
- プロ野球ニュース
- ニッポン放送ショウアップナイター
- tvkプロ野球中継 横浜DeNAベイスターズ熱烈LIVE
- SBSビッグナイター - 静岡放送（SBS）ラジオのプロ野球中継。
- 土井淳の元気UP!朝一番!